# Ellipteroides (Progonomyia) subcostatus
Ellipteroides (Progonomyia) subcostatus is een tweevleugelige uit de familie steltmuggen (Limoniidae). De soort komt voor in het Neotropisch gebied.